# Systoechus salticola
Systoechus salticola är en tvåvingeart som beskrevs av Hesse 1938. Systoechus salticola ingår i släktet Systoechus och familjen svävflugor. Inga underarter finns listade i Catalogue of Life.